# Доній Вукшинаць
Доній Вукшинаць (хорв. Donji Vukšinac) — населений пункт у Хорватії, у Загребській жупанії у складі громади Дубрава.

## Населення
Населення за даними перепису 2011 року становило 117 осіб.
Динаміка чисельності населення поселення:

## Клімат
Середня річна температура становить 10,88 °C, середня максимальна – 24,98 °C, а середня мінімальна – -5,83 °C. Середня річна кількість опадів – 810 мм.
| Клімат поселення                              | Клімат поселення | Клімат поселення | Клімат поселення | Клімат поселення | Клімат поселення | Клімат поселення | Клімат поселення | Клімат поселення | Клімат поселення | Клімат поселення | Клімат поселення | Клімат поселення | Клімат поселення |
| Показник                                      | Січ.             | Лют.             | Бер.             | Квіт.            | Трав.            | Черв.            | Лип.             | Серп.            | Вер.             | Жовт.            | Лист.            | Груд.            |                  |
| Середній максимум, °C                         | 5,96             | 8,14             | 12,72            | 17,11            | 21,91            | 24,98            | 24,18            | 23,62            | 19,70            | 14,80            | 9,40             | 4,85             |                  |
| Середня температура, °C                       | 0,06             | 2,23             | 6,81             | 11,22            | 16,02            | 19,09            | 20,61            | 20,04            | 16,11            | 11,22            | 5,82             | 1,29             |                  |
| Середній мінімум, °C                          | −5,83            | −3,66            | 0,92             | 5,32             | 10,12            | 13,19            | 17,02            | 16,46            | 12,53            | 7,64             | 2,24             | −2,3             |                  |
| Норма опадів, мм                              | 46               | 45               | 52               | 62               | 74               | 87               | 76               | 76               | 74               | 74               | 82               | 62               |                  |
| Середньомісячна швидкість вітру, м/с          | 2.00             | 2.29             | 2.64             | 2.50             | 2.30             | 2.10             | 2.06             | 1.90             | 1.90             | 2.00             | 2.04             | 2.02             |                  |
| Середньомісячна сонячна радіація, кДж/м²·день | 4108             | 6915             | 10650            | 15140            | 19407            | 21470            | 22256            | 19500            | 14318            | 8851             | 4580             | 3338             |                  |
| --------------------------------------------- | ---------------- | ---------------- | ---------------- | ---------------- | ---------------- | ---------------- | ---------------- | ---------------- | ---------------- | ---------------- | ---------------- | ---------------- | ---------------- |
| Джерело:                                      |                  |                  |                  |                  |                  |                  |                  |                  |                  |                  |                  |                  |                  |